# Vera Holme
Pour les articles homonymes, voir Holme.
Vera Louise Holme, également connue sous le nom de Vera « Jack » Holme, née le 29 août 1881 à Birkdale (Royaume-Uni) et morte le 1er janvier 1969 à Glasgow, est une actrice britannique et une suffragette. Elle est connue comme la chauffeuse des Pankhurst.

## Biographie

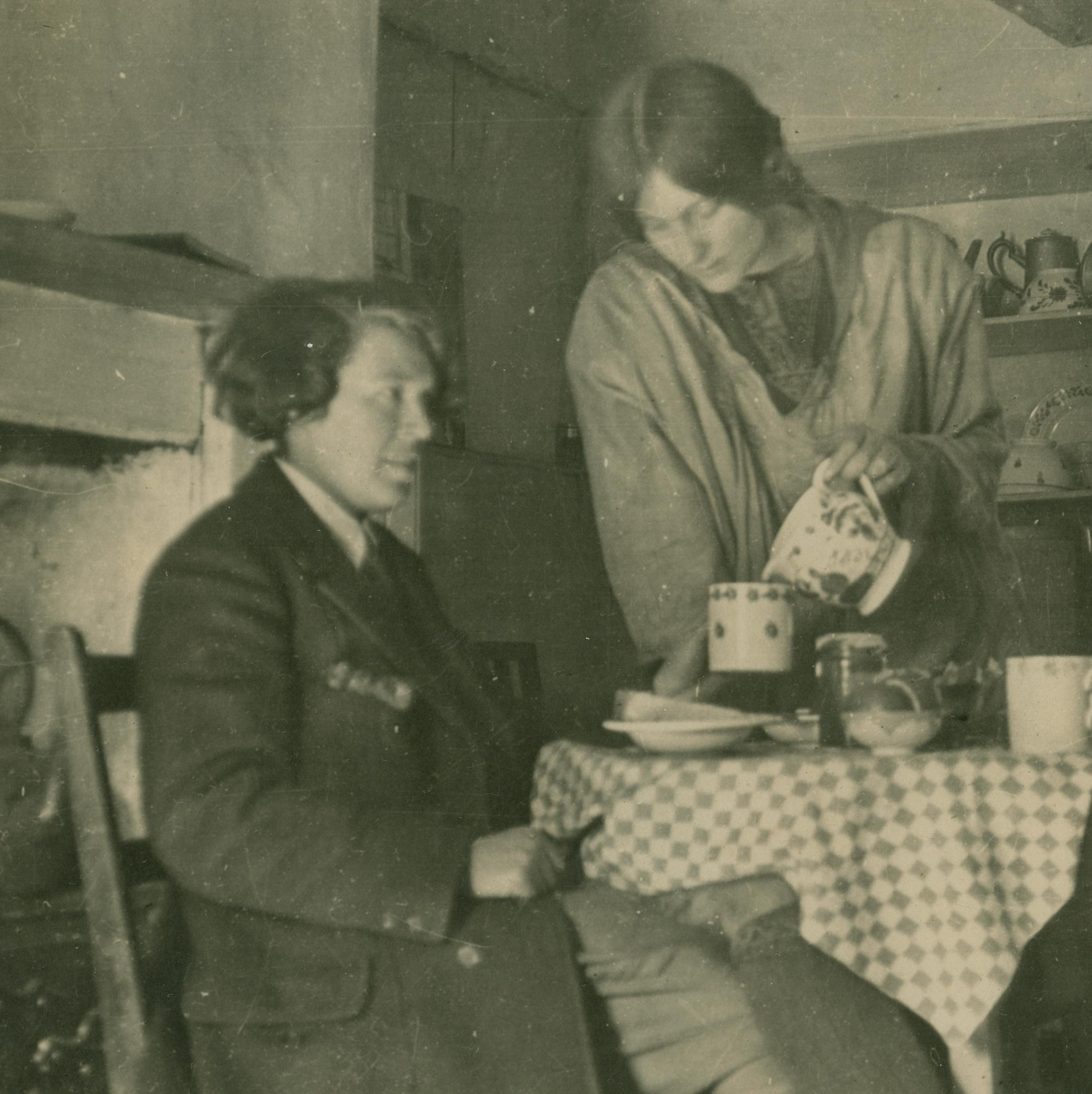
Vera Holme et Dorothy Johnstone.

Holme naît à Birkdale dans le Lancashire le 29 août 1881, de Richard et Mary Holme. On sait peu de choses de sa jeunesse, mais elle est peut-être allée à l'école en France. Elle a pu chanter, jouer, monter à cheval et jouer du violon. Elle devient actrice et, en 1906-1907 et 1908-1909, elle est membre du chœur des femmes dans le London Repertory Seasons de Gilbert et Sullivan de la D'Oyly Carte Opera Company au Savoy Theatre de Londres. En 1908, elle rejoint l'Actresses' Franchise League et s'implique dans le groupe militant pour le suffrage de l'Union sociale et politique des femmes (WSPU). Lors d'une intervention, elle se cache dans le grand orgue d'un hall public à Bristol. Holme y attend la nuit avec Elsie Howie pour crier « votes pour les femmes » lors de l'allocution politique d'un député libéral le lendemain.

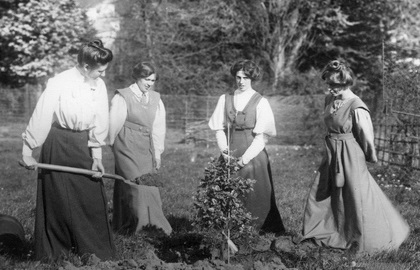
Holme plantant un arbre avec Mary Blathwayt, Jessie Kenney et Annie Kenney, en 1909.

En 1909, Holme est invitée au domicile de Mary Blathwayt à Batheaston, où les principales suffragettes se sont rencontrées. Les visiteurs et visiteuses importants y sont invités à planter un arbre pour marquer leurs actes pour la cause, par exemple une peine de prison. En 1911, elle est arrêtée pour avoir jeté des pierres, et emprisonnée à la prison de Holloway.
Au cours de ces années, elle est surtout connue comme chauffeur des Pankhursts.
Avec Alice Laura Embleton, scientifique en cancérologie, Evelina Haverfield et Celia Wray, elle crée la ligue privée « du Foosack », réservée aux femmes et aux suffragettes. Des documents internes suggèrent que la ligue Foosack était une société secrète lesbienne. Les quatre étaient certainement des amies proches, comme en témoignent les nombreuses lettres écrites entre elles, en particulier pendant la Première Guerre mondiale.
Lors du déclenchement de la guerre en 1914, Holme rejoint la réserve des femmes volontaires d'Evelina Haverfield et rejoint les Scottish Women's Hospitals for Foreign Service (SWH) dans le cadre de leur unité de transport. Elle est la partenaire de Haverfield et est nommée major. Elle est basée en Serbie et en Russie. Holme est de nouveau emprisonnée, cette fois en passant quelques mois comme prisonnière de guerre en Autriche. En 1917, elle est renvoyée en Angleterre pour porter un message personnel du Dr Elsie Inglis à Lord Derby, le secrétaire d'État à la Guerre.
Holme avait rencontré Haverfield avant la guerre, elles sont compagnes de 1911 jusqu'à la mort de Haverfield en 1920. En 1919, alors qu'elle vit à Kirkcudbright, elle y a une liaison avec l'artiste Dorothy Johnstone. Malgré cet épisode, Haverfield accorde une pension de 50 £ par an à Holme (2 250 £ de 2020). Dans les années 1920, elle passe du temps avec les partenaires du ménage à trois de Christabel Marshall, Edith Craig et Clare Atwood. Elle est connue tout au long de sa vie pour l'adoption de vêtements et de manières masculins, bien documentés dans les photographies conservées dans ses archives,.
Holme est décédée en 1969 à Glasgow.